# أسولو
أسولو، (بالإنجليزية: Assolo)‏، (سردينيا: Assolu) هي بلدية في مقاطعة أوريستانو في منطقة سردينيا الإيطالية، وتقع على بعد حوالي 70 كيلومترا (43 ميل) إلى الشمال من كالياري، وحوالي 30 كيلومترا (19 ميل) جنوب شرق أوريستانو. في 31 ديسمبر 2004، كان عدد سكانها 479 وتبلغ مساحتها 16.3 كيلومتر مربع (6.3 ميل مربع).

## السكان
في سنة 1861 بلغ عدد السكان 675 نسمة، وتطور العدد ليصل في سنة 2011 لـ 434 نسمة.
يظهر هذا المخطط البياني تطور النمو السكاني لـ أسولو